# Dominikanischer Peso
Der Dominikanische Peso ist die Währung der Dominikanischen Republik. Ein Peso wird unterteilt in 100 Centavos. Der Code nach ISO 4217 ist DOP.
Der Dominikanische Peso ist eine reine Binnenwährung und darf nicht ausgeführt werden.
Preise werden beim Bezahlen oft auf ganze Peso abgerundet oder das Wechselgeld wird in Naturalien (bspw. Bonbons) ausbezahlt. In großen Supermärkten sind als Wechselgeld auch Münzen üblich.
Derzeit sind folgende Stückelungen im Umlauf:
Münzen: 1, 5, 10, 25 Pesos
Banknoten: 50, 100, 200, 500, 1000, 2000 Pesos